# ميلبيمايسين
ميلبيمايسين milbemycins مجموعة من الماكروليدات المرتبطة كيميائيا  إلى الأفيرميكتين avermectins وتم عزله للمرة الأولى في عام 1972 من السبحية القؤوبة. وهي تستخدم في الطب البيطري كعامل مضاد للطفيليات والديدان والقراد والبراغيث.

## آلية العمل
إن الميلبيمايسين كالأفيرميكتين هي منتجات تخمر لأنواع مختلفة من السبحية. لديهما آلية عمل متماثلة، ولكن عمره النصفي أطول من avermectins. يقومان بفتح قنوات كلوريد الغلوتامات الحساسة في الخلايا العصبيية والخلايا العضلية myocytes من اللافقاريات، مما أدى إلى فرط استقطاب hyperpolarisation هذه الخلايا ومنع من نقل الإشارات.

## الأمثلة

| الاسم              | =R1        | =R2        | –R3                    |
| ------------------ | ---------- | ---------- | ---------------------- |
| Milbemectin        | –H, (β)–OH | –H, –H     | –CH3 : –CH2CH3 = 3:7   |
| ميلبيمايسين أوكسيم | =NOH       | –H, –H     | –CH3 : –CH2CH3 = 3:7   |
| موكسيديكتين        | –H, (β)–OH | =NOCH3     | (Z)–C(CH3)=CH–CH(CH3)2 |
| Nemadectin         | –H, (β)–OH | –H, (α)–OH | (Z)–C(CH3)=CH–CH(CH3)2 |